# François Carli
Pour les articles homonymes, voir Carli.
François Carli, né à Marseille le 11 avril 1872 et mort le 19 décembre 1957 dans la même ville, est un sculpteur français. Il est l'élève d'Émile Aldebert.

## Biographie
François Carli, frère cadet d'Auguste Carli, reprend l'atelier familial de moulage situé 6 rue Jean Roque. De son atelier sortent de nombreuses copies de statuettes de Tanagra, de sculptures d'Égypte et de Chaldé. Son savoir-faire est reconnu ; il est envoyé à Gênes en 1906 afin de réaliser des moulages d'œuvres de Pierre Puget pour le Musée des beaux-arts de Marseille. Il devient en 1907 Sociétaire des Artistes Français.
Il mène également une carrière de sculpteur : monument aux morts de la commune d'Eyguières, statue de l'abbé Allemand ainsi que de nombreuses œuvres pour les églises : il réalise par exemple une statue de sainte Thérèse de Lisieux pour l'église Saint-Cannat à Marseille et un bas-relief en marbre en forme de médaillon représentant le profil de Jean-Marie du Lau pour la primatiale Saint-Trophime d'Arles. Dans son atelier musée il expose de 1902 à 1914 les sculptures de son frère Auguste, celles de son ami Paul Gonzalès et de lui-même.
En 1897 il épouse Jeanne Gondard, sœur du sculpteur Paul Gondard. Il obtient en 1920 une médaille de bronze au Salon des artistes français où il expose dès 1905.
En 1933 il est fait chevalier de la Légion d'honneur[réf. souhaitée].

## Sculptures

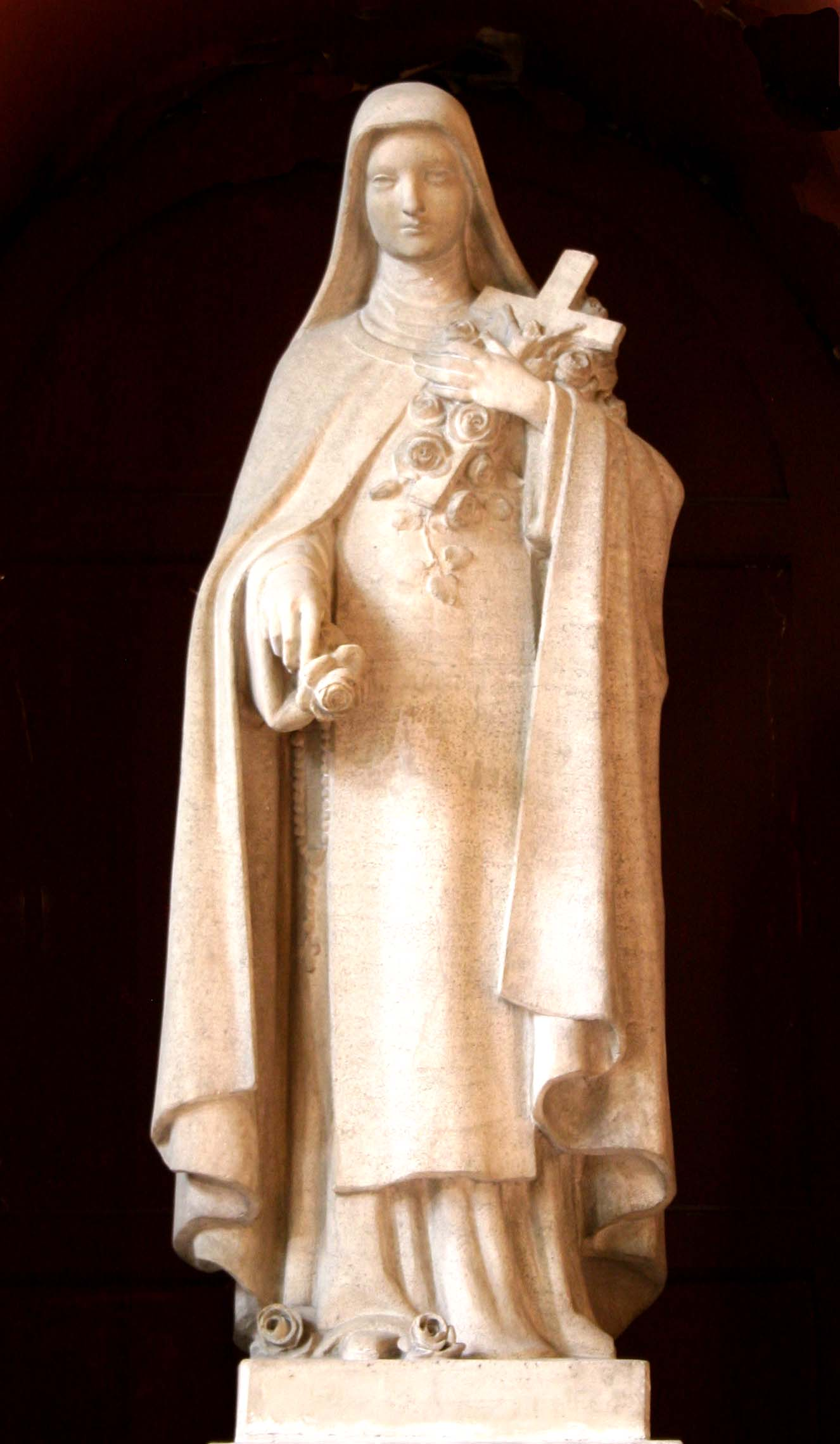
Sainte Thérèse de Lisieux, église St Cannat à Marseille